# 동교동 (서울)

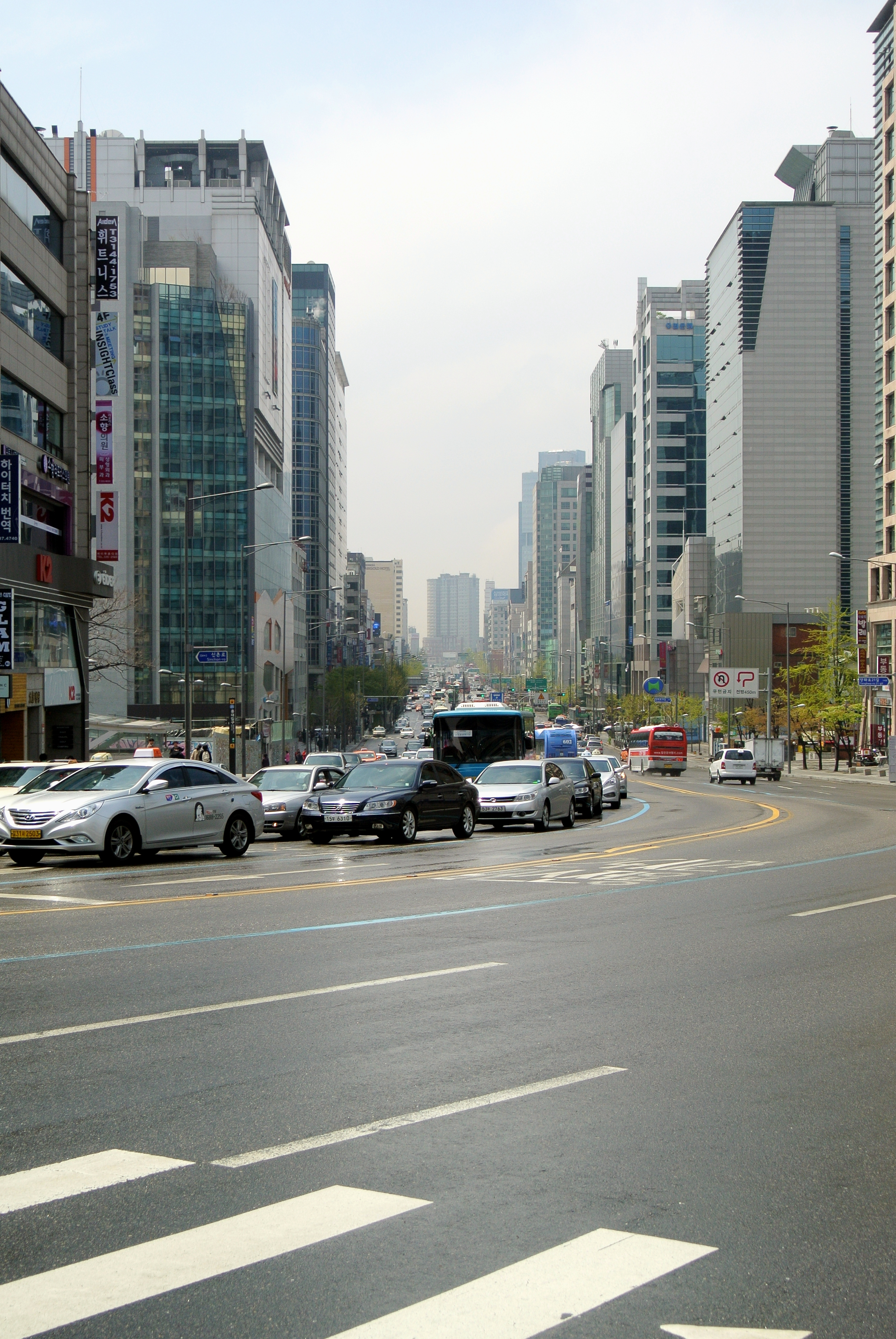

동교동(東橋洞)은 서울특별시 마포구의 법정동으로, 이전에는 행정동이기도 하였다. 2008년 1월 이후 행정동 서교동에 속하게 되었다. 서교동과 상대되어 '윗잔다리', '동쪽 잔다리'에서 동명이 유래되었다. 김대중 대통령의 생전 거주지로 유명하다.

## 같이 보기
- 동교동계